# Liga de Campeones de la EHF 2012-13
La Liga de Campeones de la EHF 2012-13 es la 53.ª edición de la competición. Arrancará el 26 de septiembre de 2012 y concluirá el 2 de junio de 2013. La final a 4 se jugará en Lanxess Arena de Colonia.

## Ronda de clasificación
La ronda de clasificación consta de cuatro grupos de cuatro equipos cada uno, el ganador de cada grupo consigue una plaza en la Liga de Campeones de la EHF 2012-13. El sistema de competición de cada grupo de clasificación es igual que el de la final a 4. Tres de los cuatro grupos estarán formados por equipos campeones de las ligas europeas que se encuentran entre los puestos 11º al 27º en el ranking de ligas de la EHF. El otro grupo lo formarán cuatro equipos invitados por la EHF. Los equipos que queden eliminados en esta ronda pasarán a disputar la Copa EHF. 

### Grupo 1
|  | Semifinales      | Semifinales |    |           | Final            | Final |  |
|  |                  |             |    |           |                  |       |  |
|  |                  |             |    |           |                  |       |  |
|  |                  |             |    |           |                  |       |  |
|  | RK Sloga         | 25          |    |           |                  |       |  |
|  | HC Lovcen        | 23          |    |           |                  |       |  |
|  |                  |             |    |           |                  |       |  |
|  |                  |             |    |           |                  |       |  |
|  |                  |             |    |           | RK Sloga         | 16    |  |
|  |                  | RK Partizan | 31 |           |                  |       |  |
|  |                  |             |    |           |                  |       |  |
|  |                  |             |    |           |                  |       |  |
|  |                  |             |    |           | Consolación      |       |  |
|  |                  |             |    |           |                  |       |  |
|  | RK Partizan      | 27          |    | HC Lovcen | 25               |       |  |
|  | FC Porto Vitalis | 25          |    |           | FC Porto Vitalis | 31    |  |

### Grupo 2
|  | Semifinales        | Semifinales |    |               | Final              | Final |  |
|  |                    |             |    |               |                    |       |  |
|  |                    |             |    |               |                    |       |  |
|  |                    |             |    |               |                    |       |  |
|  | RK Metalurg Skopje | 25          |    |               |                    |       |  |
|  | Alpla HC Hard      | 19          |    |               |                    |       |  |
|  |                    |             |    |               |                    |       |  |
|  |                    |             |    |               |                    |       |  |
|  |                    |             |    |               | RK Metalurg Skopje | 30    |  |
|  |                    | Haslum HK   | 20 |               |                    |       |  |
|  |                    |             |    |               |                    |       |  |
|  |                    |             |    |               |                    |       |  |
|  |                    |             |    |               | Consolación        |       |  |
|  |                    |             |    |               |                    |       |  |
|  | Haslum HK          | 29          |    | Alpla HC Hard | 29                 |       |  |
|  | HC Dinamo Poltava  | 28          |    |               | HC Dinamo Poltava  | 23    |  |

### Grupo 3
|  | Semifinales                 | Semifinales   |    |                            | Final                       | Final |  |
|  |                             |               |    |                            |                             |       |  |
|  |                             |               |    |                            |                             |       |  |
|  |                             |               |    |                            |                             |       |  |
|  | HCM Constanta               | 33            |    |                            |                             |       |  |
|  | SSV Loacker Bozen Südtirol  | 22            |    |                            |                             |       |  |
|  |                             |               |    |                            |                             |       |  |
|  |                             |               |    |                            |                             |       |  |
|  |                             |               |    |                            | HCM Constanta               | 26    |  |
|  |                             | Tatran Presov | 21 |                            |                             |       |  |
|  |                             |               |    |                            |                             |       |  |
|  |                             |               |    |                            |                             |       |  |
|  |                             |               |    |                            | Consolación                 |       |  |
|  |                             |               |    |                            |                             |       |  |
|  | Tatran Presov               | 36            |    | SSV Loacker Bozen Südtirol | 30                          |       |  |
|  | Maccabi Srugo Rishon Lezion | 20            |    |                            | Maccabi Srugo Rishon Lezion | 33    |  |

### Grupo W
|  | Semifinales                | Semifinales                |    |                   | Final          | Final |  |
|  |                            |                            |    |                   |                |       |  |
|  |                            |                            |    |                   |                |       |  |
|  |                            |                            |    |                   |                |       |  |
|  | HSV Hamburg                | 28                         |    |                   |                |       |  |
|  | Orlen Wisla Plock          | 26                         |    |                   |                |       |  |
|  |                            |                            |    |                   |                |       |  |
|  |                            |                            |    |                   |                |       |  |
|  |                            |                            |    |                   | HSV Hamburg    | 32    |  |
|  |                            | Saint-Raphael Var Handball | 31 |                   |                |       |  |
|  |                            |                            |    |                   |                |       |  |
|  |                            |                            |    |                   |                |       |  |
|  |                            |                            |    |                   | Consolación    |       |  |
|  |                            |                            |    |                   |                |       |  |
|  | Saint-Raphael Var Handball | 28                         |    | Orlen Wisla Plock | 27             |       |  |
|  | RK Cimos Koper             | 23                         |    |                   | RK Cimos Koper | 22    |  |

### KO MATCHES
| Equipo 1    | Agr.  | Equipo 2        | Ida   | Vuelta |
| ----------- | ----- | --------------- | ----- | ------ |
| Besiktas JK | 46-61 | HC Dinamo Minsk | 22-30 | 24-31  |

| 8 de septiembre de 2012 | Besiktas JK | 22:30 (9:15) | HC Dinamo Minsk | Süleyman Seba Sport Complex, Estambul                                           |                                                                                 |
|                         | Arifoglu 7  |              | Atman 9         | Asistencia: 1.500 espectadores Árbitro(s): Andorka (Hungría) y Hucker (Hungría) | Asistencia: 1.500 espectadores Árbitro(s): Andorka (Hungría) y Hucker (Hungría) |

| 9 de septiembre de 2012 | HC Dinamo Minsk | 31:24 (14:13) | Besiktas JK | Minsk Sports Palace, Minsk                                                      |                                                                                 |
|                         | Nikulenkau 4    |               | Arifoglu 6  | Asistencia: 1.500 espectadores Árbitro(s): Andorka (Hungría) y Hucker (Hungría) | Asistencia: 1.500 espectadores Árbitro(s): Andorka (Hungría) y Hucker (Hungría) |

## Fase de grupos
Esta fase está formada por 4 liguillas con 6 equipos cada una. Los cuatro primeros que se clasifiquen pasan a los octavos de final.
|  | Equipos clasificados para los octavos de final. |

### Grupo A
| Equipo                             | PJ | PG | PE | PP | GF  | GC  | Dif | Pts |
| ---------------------------------- | -- | -- | -- | -- | --- | --- | --- | --- |
| HSV Hamburg                        | 10 | 7  | 2  | 1  | 313 | 272 | +41 | 16  |
| SG Flensburg-Handewitt             | 10 | 6  | 3  | 1  | 310 | 279 | +31 | 15  |
| Chejovskie Medvedi                 | 10 | 5  | 4  | 1  | 310 | 282 | +28 | 14  |
| Reale Ademar León                  | 10 | 3  | 1  | 6  | 265 | 292 | -27 | 7   |
| Montpellier Agglomération Handball | 10 | 2  | 2  | 6  | 301 | 311 | -10 | 6   |
| RK Partizan                        | 10 | 1  | 0  | 9  | 268 | 331 | -63 | 2   |

| Fecha            | Lugar                         | Local                  | Resultado | Visitante              |
| ---------------- | ----------------------------- | ---------------------- | --------- | ---------------------- |
| 27 de septiembre | Campushalle                   | SG Flensburg-Handewitt | 37-37     | Montpellier HB         |
| 27 de septiembre | Sporthall Olimpijski          | Chejovskie Medvedi     | 38-31     | RK Partizan            |
| 29 de septiembre | Palacio Municipal de Deportes | Reale Ademar León      | 26-28     | HSV Hamburg            |
| 4 de octubre     | O2 World Hamburg              | HSV Hamburg            | 27-27     | Chejovskie Medvedi     |
| 7 de octubre     | Arena Montpellier             | Montpellier HB         | 27-29     | Reale Ademar León      |
| 7 de octubre     | Banjica Sport Hal             | RK Partizan            | 31-37     | SG Flensburg-Handewitt |
| 13 de octubre    | Banjica Sport Hal             | RK Partizan            | 33-31     | Reale Ademar León      |
| 14 de octubre    | Campushalle                   | SG Flensburg-Handewitt | 36-26     | Chejovskie Medvedi     |
| 14 de octubre    | Arena Montpellier             | Montpellier HB         | 29-33     | HSV Hamburg            |
| 18 de octubre    | Sporthall Olimpijski          | Chejovskie Medvedi     | 35-29     | Montpellier HB         |
| 21 de octubre    | O2 World Hamburg              | HSV Hamburg            | 30-24     | RK Partizan            |
| 21 de octubre    | Palacio Municipal de Deportes | Reale Ademar León      | 29-29     | SG Flensburg-Handewitt |
| 17 de noviembre  | Palacio Municipal de Deportes | Reale Ademar León      | 22-29     | Chejovskie Medvedi     |
| 18 de noviembre  | Banjica Sport Hal             | RK Partizan            | 29-32     | Montpellier HB         |
| 21 de octubre    | O2 World Hamburg              | HSV Hamburg            | 31-28     | SG Flensburg-Handewitt |
| 22 de noviembre  | Sporthall Olimpijski          | Chejovskie Medvedi     | 36-22     | Reale Ademar León      |
| 25 de noviembre  | Campushalle                   | SG Flensburg-Handewitt | 29-26     | HSV Hamburg            |
| 25 de noviembre  | Arena Montpellier             | Montpellier HB         | 31-26     | RK Partizan            |
| 29 de noviembre  | Banjica Sport Hal             | RK Partizan            | 27-31     | Chejovskie Medvedi     |
| 29 de noviembre  | O2 World Hamburg              | HSV Hamburg            | 32-26     | Reale Ademar León      |
| 2 de diciembre   | Arena Montpellier             | Montpellier HB         | 25-27     | SG Flensburg-Handewitt |
| 7 de febrero     | Sporthall Olimpijski          | Chejovskie Medvedi     | 29-29     | HSV Hamburg            |
| 7 de febrero     | Campushalle                   | SG Flensburg-Handewitt | 31-23     | RK Partizan            |
| 10 de febrero    | Palacio Municipal de Deportes | Reale Ademar León      | 30-28     | Montpellier HB         |
| 13 de febrero    | Campushalle                   | SG Flensburg-Handewitt | 27-22     | Reale Ademar León      |
| 16 de febrero    | Banjica Sport Hal             | RK Partizan            | 21-42     | HSV Hamburg            |
| 17 de febrero    | Arena Montpellier             | Montpellier HB         | 30-30     | Chejovskie Medvedi     |
| 21 de febrero    | Sporthall Olimpijski          | Chejovskie Medvedi     | 29-29     | SG Flensburg-Handewitt |
| 23 de febrero    | Palacio Municipal de Deportes | Reale Ademar León      | 28-23     | RK Partizan            |
| 23 de febrero    | O2 World Hamburg              | HSV Hamburg            | 35-33     | Montpellier HB         |

### Grupo B
| Equipo                | PJ | PG | PE | PP | GF  | GC  | Dif | Pts |
| --------------------- | -- | -- | -- | -- | --- | --- | --- | --- |
| MKB Veszprém KC       | 10 | 9  | 0  | 1  | 295 | 242 | +53 | 18  |
| THW Kiel              | 10 | 8  | 0  | 2  | 329 | 265 | +64 | 16  |
| BM Atlético Madrid    | 10 | 5  | 0  | 5  | 268 | 269 | -1  | 10  |
| Celje Pivovarna Lasko | 10 | 4  | 0  | 6  | 245 | 258 | -13 | 8   |
| HCM Constanta         | 10 | 2  | 0  | 8  | 234 | 283 | -49 | 4   |
| IK Sävehof            | 10 | 2  | 0  | 8  | 276 | 330 | -54 | 4   |

| Fecha            | Lugar                  | Local                 | Resultado | Visitante             |
| ---------------- | ---------------------- | --------------------- | --------- | --------------------- |
| 27 de septiembre | Partillebohallen       | IK Sävehof            | 35-31     | HCM Constanta         |
| 29 de septiembre | Veszprém Aréna         | MKV Veszprém KC       | 32-22     | Celje Pivovarna Lasko |
| 30 de septiembre | Palacio de Vistalegre  | BM Atlético Madrid    | 27-32     | THW Kiel              |
| 3 de octubre     | Ioan Kunst Ghermanescu | HCM Constanta         | 27-37     | MKV Veszprém KC       |
| 6 de octubre     | Arena Zlatorog         | Celje Pivovarna Lasko | 22-28     | BM Atlético Madrid    |
| 7 de octubre     | Sparkassen-Arena       | THW Kiel              | 43-34     | IK Sävehof            |
| 11 de octubre    | Sparkassen-Arena       | THW Kiel              | 35-14     | HCM Constanta         |
| 13 de octubre    | Arena Zlatorog         | Celje Pivovarna Lasko | 31-25     | IK Sävehof            |
| 14 de octubre    | Palacio de Vistalegre  | BM Atlético Madrid    | 26-27     | MKV Veszprém KC       |
| 17 de octubre    | Partillebohallen       | IK Sävehof            | 35-30     | BM Atlético Madrid    |
| 18 de octubre    | Veszprém Aréna         | MKV Veszprém KC       | 31-30     | THW Kiel              |
| 18 de octubre    | Sala Sporturilor       | HCM Constanta         | 22-17     | Celje Pivovarna Lasko |
| 15 de noviembre  | Ioan Kunst Ghermanescu | HCM Constanta         | 23-28     | BM Atlético Madrid    |
| 17 de noviembre  | Arena Zlatorog         | Celje Pivovarna Lasko | 31-28     | THW Kiel              |
| 18 de noviembre  | Partillebohallen       | IK Sävehof            | 22-32     | MKV Veszprém KC       |
| 21 de noviembre  | Sparkassen-Arena       | THW Kiel              | 30-26     | Celje Pivovarna Lasko |
| 24 de noviembre  | Veszprém Aréna         | MKV Veszprém KC       | 34-24     | IK Sävehof            |
| 25 de noviembre  | Palacio de Vistalegre  | BM Atlético Madrid    | 25-24     | HCM Constanta         |
| 29 de noviembre  | Sala Sporturilor       | HCM Constanta         | 28-23     | IK Sävehof            |
| 1 de diciembre   | Arena Zlatorog         | Celje Pivovarna Lasko | 19-24     | MKV Veszprém KC       |
| 2 de diciembre   | Sparkassen-Arena       | THW Kiel              | 31-27     | BM Atlético Madrid    |
| 9 de febrero     | Partillebohallen       | IK Sävehof            | 29-40     | THW Kiel              |
| 9 de febrero     | Veszprém Aréna         | MKV Veszprém KC       | 31-21     | HCM Constanta         |
| 10 de febrero    | Palacio de Vistalegre  | BM Atlético Madrid    | 26-24     | Celje Pivovarna Lasko |
| 16 de febrero    | Arena Zlatorog         | Celje Pivovarna Lasko | 24-19     | HCM Constanta         |
| 17 de febrero    | Palacio de Vistalegre  | BM Atlético Madrid    | 32-25     | IK Sävehof            |
| 17 de febrero    | Sparkassen-Arena       | THW Kiel              | 32-21     | MKV Veszprém KC       |
| 20 de febrero    | Ioan Kunst Ghermanescu | HCM Constanta         | 25-28     | THW Kiel              |
| 21 de febrero    | Partillebohallen       | IK Sävehof            | 24-29     | Celje Pivovarna Lasko |
| 23 de febrero    | Veszprém Aréna         | MKV Veszprém KC       | 26-19     | BM Atlético Madrid    |

### Grupo C
| Equipo                   | PJ | PG | PE | PP | GF  | GC  | Dif | Pts |
| ------------------------ | -- | -- | -- | -- | --- | --- | --- | --- |
| KS Vive Targi Kielce     | 10 | 10 | 0  | 0  | 305 | 249 | +56 | 20  |
| HC Metalurg              | 10 | 7  | 0  | 3  | 271 | 215 | +56 | 14  |
| Gorenje Velenje          | 10 | 6  | 0  | 4  | 281 | 250 | +31 | 12  |
| Bjerringbro-Silkeborg    | 10 | 4  | 0  | 6  | 259 | 281 | -22 | 8   |
| Chambery Savoie Handball | 10 | 2  | 0  | 8  | 266 | 294 | -28 | 4   |
| St. Petersburg HC        | 10 | 1  | 0  | 9  | 225 | 318 | -93 | 2   |

| Fecha            | Lugar              | Local                 | Resultado | Visitante             |
| ---------------- | ------------------ | --------------------- | --------- | --------------------- |
| 29 de septiembre | Rdeca Dvorana      | Gorenje Velenje       | 35-22     | St. Petersburg HC     |
| 30 de septiembre | Hala Legionów      | KS Vive Targi Kielce  | 35-26     | Bjerringbro-Silkeborg |
| 30 de septiembre | Le Phare           | Chambéry Savoie HB    | 30-33     | HC Metalurg           |
| 6 de octubre     | Avtokomanda        | HC Metalurg           | 30-23     | Gorenje Velenje       |
| 6 de octubre     | Sportkompleks      | St. Petersburg HC     | 21-31     | KS Vive Targi Kielce  |
| 7 de octubre     | Silkeborg-Hallerne | Bjerringbro-Silkeborg | 25-23     | Chambéry Savoie HB    |
| 13 de octubre    | Hala Legionów      | Vive Targi Kielce     | 30-24     | Gorenje Velenje       |
| 13 de octubre    | Sportkompleks      | St. Petersburg HC     | 31-27     | Chambéry Savoie HB    |
| 14 de octubre    | Silkeborg-Hallerne | Bjerringbro-Silkeborg | 23-26     | HC Metalurg           |
| 17 de octubre    | Rdeca Dvorana      | Gorenje Velenje       | 31-23     | Bjerringbro-Silkeborg |
| 20 de octubre    | Avtokomanda        | HC Metalurg           | 32-19     | St. Petersburg HC     |
| 21 de octubre    | Le Phare           | Chambéry Savoie HB    | 26-36     | KS Vive Targi Kielce  |
| 18 de noviembre  | Avtokomanda        | HC Metalurg           | 21-23     | KS Vive Targi Kielce  |
| 18 de noviembre  | Le Phare           | Chambéry Savoie HB    | 20-31     | Gorenje Velenje       |
| 18 de noviembre  | Sportkompleks      | St. Petersburg HC     | 23-35     | Bjerringbro-Silkeborg |
| 24 de noviembre  | Rdeca Dvorana      | Gorenje Velenje       | 31-25     | Chambéry Savoie HB    |
| 24 de noviembre  | Hala Legionów      | KS Vive Targi Kielce  | 21-20     | HC Metalurg           |
| 25 de noviembre  | Silkeborg-Hallerne | Bjerringbro-Silkeborg | 31-22     | St. Petersburg HC     |
| 1 de diciembre   | Avtokomanda        | HC Metalurg           | 26-21     | Chambéry Savoie HB    |
| 1 de diciembre   | Sportkompleks      | St. Petersburg HC     | 25-32     | Gorenje Velenje       |
| 2 de diciembre   | Silkeborg-Hallerne | Bjerringbro-Silkeborg | 25-34     | KS Vive Targi Kielce  |
| 9 de febrero     | Rdeca Dvorana      | Gorenje Velenje       | 23-19     | HC Metalurg           |
| 9 de febrero     | Hala Legionów      | KS Vive Targi Kielce  | 30-29     | St. Petersburg HC     |
| 10 de febrero    | Le Phare           | Chambéry Savoie HB    | 29-26     | Bjerringbro-Silkeborg |
| 16 de febrero    | Hala Legionów      | KS Vive Targi Kielce  | 36-32     | Chambéry Savoie HB    |
| 16 de febrero    | Sportkompleks      | St. Petersburg HC     | 14-32     | HC Metalurg           |
| 17 de febrero    | Silkeborg-Hallerne | Bjerringbro-Silkeborg | 27-26     | Gorenje Velenje       |
| 23 de febrero    | Rdeca Dvorana      | Gorenje Velenje       | 25-29     | KS Vive Targi Kielce  |
| 24 de febrero    | Avtokomanda        | HC Metalurg           | 32-18     | Bjerringbro-Silkeborg |
| 24 de febrero    | Le Phare           | Chambéry Savoie HB    | 33-19     | St. Petersburg HC     |

### Grupo D
| Equipo                    | PJ | PG | PE | PP | GF  | GC  | Dif | Pts |
| ------------------------- | -- | -- | -- | -- | --- | --- | --- | --- |
| FC Barcelona Intersport   | 10 | 9  | 0  | 1  | 321 | 252 | +69 | 18  |
| Füchse Berlin             | 10 | 8  | 0  | 2  | 290 | 279 | +11 | 16  |
| HC Dinamo Minsk           | 10 | 5  | 1  | 4  | 276 | 259 | +17 | 11  |
| Pick Szeged               | 10 | 3  | 0  | 7  | 260 | 293 | -33 | 6   |
| Croatia Osiguranje Zagreb | 10 | 2  | 1  | 7  | 266 | 284 | -18 | 5   |
| Kadetten Schaffhausen     | 10 | 2  | 0  | 8  | 284 | 330 | -46 | 4   |

| Fecha            | Lugar               | Local                     | Resultado | Visitante                 |
| ---------------- | ------------------- | ------------------------- | --------- | ------------------------- |
| 27 de septiembre | Schweizersbildhalle | Kadetten Schaffhausen     | 23-33     | FC Barcelona Intersport   |
| 29 de septiembre | Arena Zagreb        | Croatia Osiguranje Zagreb | 30-27     | Pick Szeged               |
| 30 de septiembre | Max-Schmeling-Halle | Füchse Berlin             | 29-25     | HC Dinamo Minsk           |
| 4 de octubre     | Minsk-Arena         | HC Dinamo Minsk           | 27-27     | Croatia Osiguranje Zagreb |
| 6 de octubre     | Palau Blaugrana     | FC Barcelona Intersport   | 34-23     | Füchse Berlin             |
| 6 de octubre     | Városi Sportcsarnok | Pick Szeged               | 30-29     | Kadetten Schaffhausen     |
| 11 de octubre    | Schweizersbildhalle | Kadetten Schaffhausen     | 28-27     | Croatia Osiguranje Zagreb |
| 13 de octubre    | Palau Blaugrana     | FC Barcelona Intersport   | 25-24     | HC Dinamo Minsk           |
| 14 de octubre    | Városi Sportcsarnok | Pick Szeged               | 22-29     | Füchse Berlin             |
| 17 de octubre    | Max-Schmeling-Halle | Füchse Berlin             | 31-27     | Kadetten Schaffhausen     |
| 18 de octubre    | Minsk-Arena         | HC Dinamo Minsk           | 29-24     | Pick Szeged               |
| 18 de octubre    | Arena Zagreb        | Croatia Osiguranje Zagreb | 21-32     | FC Barcelona Intersport   |
| 15 de noviembre  | Max-Schmeling-Halle | Füchse Berlin             | 29-27     | Croatia Osiguranje Zagreb |
| 15 de noviembre  | Minsk-Arena         | HC Dinamo Minsk           | 33-23     | Kadetten Schaffhausen     |
| 18 de noviembre  | Városi Sportcsarnok | Pick Szeged               | 28-33     | FC Barcelona Intersport   |
| 22 de noviembre  | Schweizersbildhalle | Kadetten Schaffhausen     | 28-33     | HC Dinamo Minsk           |
| 24 de noviembre  | Palau Blaugrana     | FC Barcelona Intersport   | 33-24     | Pick Szeged               |
| 24 de noviembre  | Arena Zagreb        | Croatia Osiguranje Zagreb | 24-25     | Füchse Berlin             |
| 1 de diciembre   | Palau Blaugrana     | FC Barcelona Intersport   | 36-25     | Kadetten Schaffhausen     |
| 1 de diciembre   | Városi Sportcsarnok | Pick Szeged               | 26-24     | Croatia Osiguranje Zagreb |
| 2 de diciembre   | Minsk-Arena         | HC Dinamo Minsk           | 31-24     | Füchse Berlin             |
| 7 de febrero     | Schweizersbildhalle | Kadetten Schaffhausen     | 36-29     | Pick Szeged               |
| 9 de febrero     | Arena Zagreb        | Croatia Osiguranje Zagreb | 23-25     | HC Dinamo Minsk           |
| 10 de febrero    | O2 World Arena      | Füchse Berlin             | 31-30     | FC Barcelona Intersport   |
| 14 de febrero    | Schweizersbildhalle | Kadetten Schaffhausen     | 35-40     | Füchse Berlin             |
| 16 de febrero    | Városi Sportcsarnok | Pick Szeged               | 26-21     | HC Dinamo Minsk           |
| 16 de febrero    | Palau Blaugrana     | FC Barcelona Intersport   | 35-25     | Croatia Osiguranje Zagreb |
| 21 de febrero    | Minsk-Arena         | HC Dinamo Minsk           | 28-30     | FC Barcelona Intersport   |
| 23 de febrero    | Arena Zagreb        | Croatia Osiguranje Zagreb | 38-30     | Kadetten Schaffhausen     |
| 24 de febrero    | Max-Schmeling-Halle | Füchse Berlin             | 29-24     | Pick Szeged               |

## Segunda fase
|  | Octavos de final        | Octavos de final        | Octavos de final |                         |    | Cuartos de final | Cuartos de final | Cuartos de final |  |  | Semifinales | Semifinales | Semifinales |  |  | Final      | Final      | Final      |
|  |                         |                         |                  |                         |    |                  |                  |                  |  |  | 1 de junio  | 1 de junio  | 1 de junio  |  |  | 2 de junio | 2 de junio | 2 de junio |
|  |                         |                         |                  |                         |    |                  |                  |                  |  |  |             |             |             |  |  |            |            |            |
|  |                         |                         |                  |                         |    |                  |                  |                  |  |  |             |             |             |  |  |            |            |            |
|  |                         |                         |                  |                         |    |                  |                  |                  |  |  |             |             |             |  |  |            |            |            |
|  | BM Atlético Madrid      | 29                      | 27               |                         |    |                  |                  |                  |  |  |             |             |             |  |  |            |            |            |
|  | BM Atlético Madrid      | 29                      | 27               |                         |    |                  |                  |                  |  |  |             |             |             |  |  |            |            |            |
|  | Füchse Berlin           | 29                      | 26               |                         |    |                  |                  |                  |  |  |             |             |             |  |  |            |            |            |
|  | Füchse Berlin           | 29                      | 26               | BM Atlético Madrid      | 25 | 24               |                  |                  |  |  |             |             |             |  |  |            |            |            |
|  |                         |                         |                  |                         | 25 | 24               |                  |                  |  |  |             |             |             |  |  |            |            |            |
|  |                         | FC Barcelona intersport | 20               | 32                      |    |                  |                  |                  |  |  |             |             |             |  |  |            |            |            |
|  | Bjerringbro-Silkeborg   | FC Barcelona intersport | 20               | 32                      | 26 | 24               |                  |                  |  |  |             |             |             |  |  |            |            |            |
|  | Bjerringbro-Silkeborg   |                         |                  |                         | 26 | 24               |                  |                  |  |  |             |             |             |  |  |            |            |            |
|  | FC Barcelona Intersport | 32                      | 26               |                         |    |                  |                  |                  |  |  |             |             |             |  |  |            |            |            |
|  | FC Barcelona Intersport | 32                      | 26               | FC Barcelona intersport | 28 |                  |                  |                  |  |  |             |             |             |  |  |            |            |            |
|  |                         |                         |                  |                         | 28 |                  |                  |                  |  |  |             |             |             |  |  |            |            |            |
|  |                         | KS Vive Targi Kielce    | 23               |                         |    |                  |                  |                  |  |  |             |             |             |  |  |            |            |            |
|  | Chejovskie Medvedi      | KS Vive Targi Kielce    | 23               | 37                      | 26 |                  |                  |                  |  |  |             |             |             |  |  |            |            |            |
|  | Chejovskie Medvedi      |                         |                  |                         | 26 |                  |                  |                  |  |  |             |             |             |  |  |            |            |            |
|  | THW Kiel                | 35                      | 30               |                         |    |                  |                  |                  |  |  |             |             |             |  |  |            |            |            |
|  | THW Kiel                | 35                      | 30               | RK Metalurg             | 25 | 15               |                  |                  |  |  |             |             |             |  |  |            |            |            |
|  |                         |                         |                  |                         | 25 | 15               |                  |                  |  |  |             |             |             |  |  |            |            |            |
|  |                         | KS Vive Targi Kielce    | 27               | 26                      |    |                  |                  |                  |  |  |             |             |             |  |  |            |            |            |
|  | Reale Ademar León       | KS Vive Targi Kielce    | 27               | 26                      | 20 | 25               |                  |                  |  |  |             |             |             |  |  |            |            |            |
|  | Reale Ademar León       |                         |                  |                         | 20 | 25               |                  |                  |  |  |             |             |             |  |  |            |            |            |
|  | MKB Veszprém KC         | 23                      | 33               |                         |    |                  |                  |                  |  |  |             |             |             |  |  |            |            |            |
|  | MKB Veszprém KC         | 23                      | 33               | FC Barcelona intersport | 29 |                  |                  |                  |  |  |             |             |             |  |  |            |            |            |
|  |                         |                         |                  |                         | 29 |                  |                  |                  |  |  |             |             |             |  |  |            |            |            |
|  |                         | HSV Hamburg             | 30               |                         |    |                  |                  |                  |  |  |             |             |             |  |  |            |            |            |
|  | HC Dinamo Minsk         | HSV Hamburg             | 30               | 23                      | 22 |                  |                  |                  |  |  |             |             |             |  |  |            |            |            |
|  | HC Dinamo Minsk         |                         |                  |                         | 22 |                  |                  |                  |  |  |             |             |             |  |  |            |            |            |
|  | RK Metalurg             | 26                      | 24               |                         |    |                  |                  |                  |  |  |             |             |             |  |  |            |            |            |
|  | RK Metalurg             | 26                      | 24               | THW Kiel                | 32 | 29               |                  |                  |  |  |             |             |             |  |  |            |            |            |
|  |                         |                         |                  |                         | 32 | 29               |                  |                  |  |  |             |             |             |  |  |            |            |            |
|  |                         | MKB Veszprém KC         | 31               | 28                      |    |                  |                  |                  |  |  |             |             |             |  |  |            |            |            |
|  | Pick Szeged             | MKB Veszprém KC         | 31               | 28                      | 26 | 27               |                  |                  |  |  |             |             |             |  |  |            |            |            |
|  | Pick Szeged             |                         |                  |                         | 26 | 27               |                  |                  |  |  |             |             |             |  |  |            |            |            |
|  | KS Vive Targi Kielce    | 25                      | 32               |                         |    |                  |                  |                  |  |  |             |             |             |  |  |            |            |            |
|  | KS Vive Targi Kielce    | 25                      | 32               | THW Kiel                | 33 |                  |                  |                  |  |  |             |             |             |  |  |            |            |            |
|  |                         |                         |                  |                         | 33 |                  |                  |                  |  |  |             |             |             |  |  |            |            |            |
|  |                         | HSV Hamburg             | 39               |                         |    |                  |                  |                  |  |  |             |             |             |  |  |            |            |            |
|  | Gorenje Velenje         | HSV Hamburg             | 39               | 25                      | 25 |                  |                  |                  |  |  |             |             |             |  |  |            |            |            |
|  | Gorenje Velenje         |                         |                  |                         | 25 |                  |                  |                  |  |  |             |             |             |  |  |            |            |            |
|  | SG Flensburg-Handewitt  | 28                      | 27               |                         |    |                  |                  |                  |  |  |             |             |             |  |  |            |            |            |
|  | SG Flensburg-Handewitt  | 28                      | 27               | SG Flensburg-Handewitt  | 26 | 25               |                  |                  |  |  |             |             |             |  |  |            |            |            |
|  |                         |                         |                  |                         | 26 | 25               |                  |                  |  |  |             |             |             |  |  |            |            |            |
|  |                         | HSV Hamburg             | 32               | 23                      |    |                  |                  |                  |  |  |             |             |             |  |  |            |            |            |
|  | Celje Pivovarna Lasko   | HSV Hamburg             | 32               | 23                      | 29 | 31               |                  |                  |  |  |             |             |             |  |  |            |            |            |
|  | Celje Pivovarna Lasko   |                         |                  |                         | 29 | 31               |                  |                  |  |  |             |             |             |  |  |            |            |            |
|  | HSV Hamburg             | 38                      | 28               |                         |    |                  |                  |                  |  |  |             |             |             |  |  |            |            |            |

## Octavos de final

### Chejovskie Medvedi - THW Kiel
| 14 de marzo de 2013 | Chejovskie Medvedi | 37:35 (19:17) | THW Kiel | Sporthall Olimpijski, Chéjov                                                             |                                                                                          |
|                     | Gorbok 10          |               | Ilic 10  | Asistencia: 2.700 espectadores Árbitro(s): Shlomo Cohen (Israel) y Yoram Peretz (Israel) | Asistencia: 2.700 espectadores Árbitro(s): Shlomo Cohen (Israel) y Yoram Peretz (Israel) |

| 24 de marzo de 2013 | THW Kiel   | 30:26 (17:10) | Chejovskie Medvedi | Sparkassen-Arena, Kiel                                                                                       | |
|                     | Sprenger 6 |               | Shelmenko 6        | Asistencia: 9.800 espectadores Árbitro(s): Vaclav Horacek (República Checa) y Jiri Novotny (República Checa) | Asistencia: 9.800 espectadores Árbitro(s): Vaclav Horacek (República Checa) y Jiri Novotny (República Checa) |

### HC Dinamo Minsk - RK Metalurg
| 14 de marzo de 2013 | HC Dinamo Minsk | 23:26 (12:14) | RK Metalurg Skopje | Minsk-Arena, Minsk                                                                           |                                                                                              |
|                     | Nikulenkau 5    |               | Mojsovski 9        | Asistencia: 4.000 espectadores Árbitro(s): Csaba Dobrovits (Hungría) y Peter Tajok (Hungría) | Asistencia: 4.000 espectadores Árbitro(s): Csaba Dobrovits (Hungría) y Peter Tajok (Hungría) |

| 23 de marzo de 2013 | RK Metalurg Skopje | 24:22 (11:12) | HC Dinamo Minsk | Avtokomanda, Skopje                                                                                     | |
|                     | Vugrinec 7         |               | Atman 7         | Asistencia: 6.963 espectadores Árbitro(s): Kenneth Abrahamsen (Noruega) y Arne M. Kristiansen (Noruega) | Asistencia: 6.963 espectadores Árbitro(s): Kenneth Abrahamsen (Noruega) y Arne M. Kristiansen (Noruega) |

### Celje Pivovarna Lasko - HSV Hamburg
| 16 de marzo de 2013 | Celje Pivovarna Lasko | 29:38 (13:20) | HSV Hamburg | Arena Zlatorog, Celje                                                                        |                                                                                              |
|                     | Mackovsek 13          |               | Lindberg 10 | Asistencia: 4.200 espectadores Árbitro(s): Péter Horváth (Hungría) y Balázs Marton (Hungría) | Asistencia: 4.200 espectadores Árbitro(s): Péter Horváth (Hungría) y Balázs Marton (Hungría) |

| 21 de marzo de 2013 | HSV Hamburg | 28:31 (13:12) | Celje Pivovarna Lasko | O2 World Hamburg, Hamburg                                                                        |                                                                                                  |
|                     | Duvnjak 7   |               | Mackovsek 7           | Asistencia: 2.605 espectadores Árbitro(s): Hlynur Leifsson (Islandia) y Anton Palsson (Islandia) | Asistencia: 2.605 espectadores Árbitro(s): Hlynur Leifsson (Islandia) y Anton Palsson (Islandia) |

### Bjerringbro-Silkeborg - FC Barcelona
| 17 de marzo de 2013 | Bjerringbro-Silkeborg | 26:32 (12:15) | FC Barcelona | Silkeborg-Hallerne, Silkeborg                                                                   |                                                                                                 |
|                     | Jörgensen 6           |               | Entrerrios 5 | Asistencia: 2.600 espectadores Árbitro(s): Kursad Erdogan (Turquía) y Ibrahim Ozdeniz (Turquía) | Asistencia: 2.600 espectadores Árbitro(s): Kursad Erdogan (Turquía) y Ibrahim Ozdeniz (Turquía) |

| 24 de marzo de 2013 | FC Barcelona | 26:24 (12:13) | Bjerringbro-Silkeborg | Palau Blaugrana, Barcelona                                                                      |                                                                                                 |
|                     | Rutenka 9    |               | Mortensen 8           | Asistencia: 2.754 espectadores Árbitro(s): Holger Fleisch (Alemania) y Jürgen Rieber (Alemania) | Asistencia: 2.754 espectadores Árbitro(s): Holger Fleisch (Alemania) y Jürgen Rieber (Alemania) |

### Reale Ademar León - MKB Veszprém KC
| 17 de marzo de 2013 | Reale Ademar León | 20:23 (8:11) | MKB Veszprém KC | Palacio Municipal de Deportes, León                                                                  | |
|                     | Jose Mario 5      |              | Nagy 7          | Asistencia: 5.000 espectadores Árbitro(s): Sorin-Laurentiu Dinu (Rumanía) y Constantin Din (Rumanía) | Asistencia: 5.000 espectadores Árbitro(s): Sorin-Laurentiu Dinu (Rumanía) y Constantin Din (Rumanía) |

| 23 de marzo de 2013 | MKB Veszprém KC | 33:25 (15:14) | Reale Ademar León | Veszprém Aréna, Veszprém                                                                       |                                                                                                |
|                     | Ugalde 7        |               | Ruesga 8          | Asistencia: 5.000 espectadores Árbitro(s): Nenad Krstic (Eslovenia) y Peter Ljubic (Eslovenia) | Asistencia: 5.000 espectadores Árbitro(s): Nenad Krstic (Eslovenia) y Peter Ljubic (Eslovenia) |

### BM Atlético Madrid - Füchse Berlin
| 17 de marzo de 2013 | BM Atlético Madrid | 29:29 (13:10) | Füchse Berlin | Palacio de Vistalegre, Madrid                                                                 |                                                                                               |
|                     | Canellas 9         |               | Romero 8      | Asistencia: 7.835 espectadores Árbitro(s): Thierry Dentz (Francia) y Constantin Din (Francia) | Asistencia: 7.835 espectadores Árbitro(s): Thierry Dentz (Francia) y Constantin Din (Francia) |

| 24 de marzo de 2013 | Füchse Berlin | 26:27 (13:14) | BM Atlético Madrid | Max-Schmeling-Halle, Berlin                                                                  |                                                                                              |
|                     | Igropulo 8    |               | Lazarov 6          | Asistencia: 9.000 espectadores Árbitro(s): Nenad Nikolic (Serbia) y Dusan Stojkovic (Serbia) | Asistencia: 9.000 espectadores Árbitro(s): Nenad Nikolic (Serbia) y Dusan Stojkovic (Serbia) |

### Pick Szeged - KS Vive Targi Kielce
| 17 de marzo de 2013 | Pick Szeged  | 26:25 (15:14) | KS Vive Targi Kielce | Városi Sportcsarnok, Szeged | |
|                     | Prodanovic 6 |               | Stojkovic 4          | Asistencia: 3.200 espectadores Árbitro(s): Slave Nikolov (República de Macedonia) y Gjorgji Nachevski (República de Macedonia) | Asistencia: 3.200 espectadores Árbitro(s): Slave Nikolov (República de Macedonia) y Gjorgji Nachevski (República de Macedonia) |

| 24 de marzo de 2013 | KS Vive Targi Kielce | 32:27 (14:11) | Pick Szeged | Hala Legionów, Kielce                                                                       |                                                                                             |
|                     | Olafsson 8           |               | Larholm 8   | Asistencia: 4.200 espectadores Árbitro(s): Evgenij Zotin (Rusia) y Nikolaj Volodkov (Rusia) | Asistencia: 4.200 espectadores Árbitro(s): Evgenij Zotin (Rusia) y Nikolaj Volodkov (Rusia) |

### Gorenje Velenje - SG Flensburg-Handewitt
| 17 de marzo de 2013 | Gorenje Velenje | 25:28 (14:16) | SG Flensburg-Handewitt | Rdeca Dvorana, Velenje                                                                                        | |
|                     | Gaber 9         |               | Gustafsson 7           | Asistencia: 1.200 espectadores Árbitro(s): Andreu Marin Lorente (España) y Ignacio García Serradilla (España) | Asistencia: 1.200 espectadores Árbitro(s): Andreu Marin Lorente (España) y Ignacio García Serradilla (España) |

| 23 de marzo de 2013 | SG Flensburg-Handewitt | 27:25 (13:14) | Gorenje Velenje | Campushalle, Flensburg                                                                         |                                                                                                |
|                     | Glandorf 9             |               | Cehte 8         | Asistencia: 4.001 espectadores Árbitro(s): Ivan Cacador (Portugal) y Eurico Nicolau (Portugal) | Asistencia: 4.001 espectadores Árbitro(s): Ivan Cacador (Portugal) y Eurico Nicolau (Portugal) |

## Cuartos de final

### BM Atlético Madrid - FC Barcelona
| 20 de abril de 2013 | BM Atlético Madrid | 25:20 (11:10) | FC Barcelona | Palacio de Vistalegre, Madrid                                                                                 | |
|                     | Cañellas 6         |               | Rutenka 6    | Asistencia: 11.267 espectadores Árbitro(s): Vaclav Horacek (República Checa) y Jiri Novotny (República Checa) | Asistencia: 11.267 espectadores Árbitro(s): Vaclav Horacek (República Checa) y Jiri Novotny (República Checa) |

| 27 de abril de 2013 | FC Barcelona | 32:24 (15:9) | BM Atlético Madrid | Palau Blaugrana, Barcelona                                                                    |                                                                                               |
|                     | Rutenka 11   |              | Aguinagalde 11     | Asistencia: 6.521 espectadores Árbitro(s): Lars Geipel (Alemania) y JMarcus Helbig (Alemania) | Asistencia: 6.521 espectadores Árbitro(s): Lars Geipel (Alemania) y JMarcus Helbig (Alemania) |

### THW Kiel - MKB Veszprém KC
| 21 de abril de 2013 | THW Kiel | 32:31 (15:16) | MKB Veszprém KC | Sparkassen-Arena, Kiel | |
|                     | Vujin 8  |               | Nagy 11         | Asistencia: 10.000 espectadores Árbitro(s): Slave Nikolov (República de Macedonia) y Gjorgji Nachevski (República de Macedonia) | Asistencia: 10.000 espectadores Árbitro(s): Slave Nikolov (República de Macedonia) y Gjorgji Nachevski (República de Macedonia) |

| 27 de abril de 2013 | MKB Veszprém KC | 28:29 (14:12) | THW Kiel | Veszprém Aréna, Veszprém                                                                             | |
|                     | Nagy 5          |               | Jicha 7  | Asistencia: 5.000 espectadores Árbitro(s): Per Olesen (Dinamarca) y Claus Gramm Pedersen (Dinamarca) | Asistencia: 5.000 espectadores Árbitro(s): Per Olesen (Dinamarca) y Claus Gramm Pedersen (Dinamarca) |

### RK Metalurg - KS Vive Targi Kielce
| 21 de abril de 2013 | RK Metalurg Skopje | 25:27 (13:13) | KS Vive Targi Kielce | Avtokomanda, Skopje                                                                      |                                                                                          |
|                     | Mojsovski 6        |               | Jachlewski 4         | Asistencia: 7.000 espectadores Árbitro(s): Shlomo Cohen (Israel) y Yoram Peretz (Israel) | Asistencia: 7.000 espectadores Árbitro(s): Shlomo Cohen (Israel) y Yoram Peretz (Israel) |

| 28 de abril de 2013 | KS Vive Targi Kielce | 26:15 (12:8) | RK Metalurg Skopje | Hala Legionów, Kielce                                                                                  | |
|                     | Jurecki 8            |              | Mojsovski 4        | Asistencia: 4.200 espectadores Árbitro(s): Oscar Raluy López (España) y Angel Sabroso Ramírez (España) | Asistencia: 4.200 espectadores Árbitro(s): Oscar Raluy López (España) y Angel Sabroso Ramírez (España) |

### SG Flensburg-Handewitt - HSV Hamburg
| 21 de abril de 2013 | SG Flensburg-Handewitt | 26:32 (14:15) | HSV Hamburg | Campushalle, Flensburg                                                                              | |
|                     | Djordjic 6             |               | Duvnjak 6   | Asistencia: 3.990 espectadores Árbitro(s): Vaidas Mazeika (Lituania) y Mindaugas Gatelis (Lituania) | Asistencia: 3.990 espectadores Árbitro(s): Vaidas Mazeika (Lituania) y Mindaugas Gatelis (Lituania) |

| 28 de abril de 2013 | HSV Hamburg | 23:25 (10:13) | SG Flensburg-Handewitt | O2 World Hamburg, Hamburgo                                                                      |                                                                                                 |
|                     | Lindberg 6  |               | Eggert Jensen 6        | Asistencia: 7.402 espectadores Árbitro(s): Zigmars Stolarovs (Letonia) y Renars Licis (Letonia) | Asistencia: 7.402 espectadores Árbitro(s): Zigmars Stolarovs (Letonia) y Renars Licis (Letonia) |

## Final4

### Semifinales

#### KS Vive Targi Kielce - FC Barcelona
| 1 de junio de 2013 | KS Vive Targi Kielce | 23:28 (10:13) | FC Barcelona | Lanxess Arena, Colonia                                                                            |                                                                                                   |
|                    | Strlek 4             |               | Rutenka 8    | Asistencia: 20.000 espectadores Árbitro(s): Hlynur Leifsson (Islandia) y Anton Palsson (Islandia) | Asistencia: 20.000 espectadores Árbitro(s): Hlynur Leifsson (Islandia) y Anton Palsson (Islandia) |

#### THW Kiel - HSV Hamburg
| 1 de junio de 2013 | THW Kiel | 33:39 (16:19) | HSV Hamburg | Lanxess Arena, Colonia                                                                       |                                                                                              |
|                    | Vujin 10 |               | Duvnjak 11  | Asistencia: 20.000 espectadores Árbitro(s): Thierry Dentz (Francia) y Denis Reibel (Francia) | Asistencia: 20.000 espectadores Árbitro(s): Thierry Dentz (Francia) y Denis Reibel (Francia) |

### 3º y 4º puesto

#### KS Vive Targi Kielce - THW Kiel
| 2 de junio de 2013 | KS Vive Targi Kielce | 31:30 (19:12) | THW Kiel | Lanxess Arena, Colonia                                                                          |                                                                                                 |
|                    | Stojkovic 8          |               | Ilic 6   | Asistencia: 19.250 espectadores Árbitro(s): Ivan Cacador (Portugal) y Eurico Nicolau (Portugal) | Asistencia: 19.250 espectadores Árbitro(s): Ivan Cacador (Portugal) y Eurico Nicolau (Portugal) |

### Final

#### FC Barcelona - HSV Hamburg
| 2 de junio de 2013, 21:45, Canal+ Sports | FC Barcelona | 29:30 (25:25) (11:9) | HSV Hamburg | Lanxess Arena, Colonia                                                                                   | |
|                                          | Rutenka 8    |                      | Kraus 6     | Asistencia: 19.250 espectadores Árbitro(s): Kenneth Abrahamsen (Noruega) y Arne M. Kristiansen (Noruega) | Asistencia: 19.250 espectadores Árbitro(s): Kenneth Abrahamsen (Noruega) y Arne M. Kristiansen (Noruega) |